# Bernd Bachofer

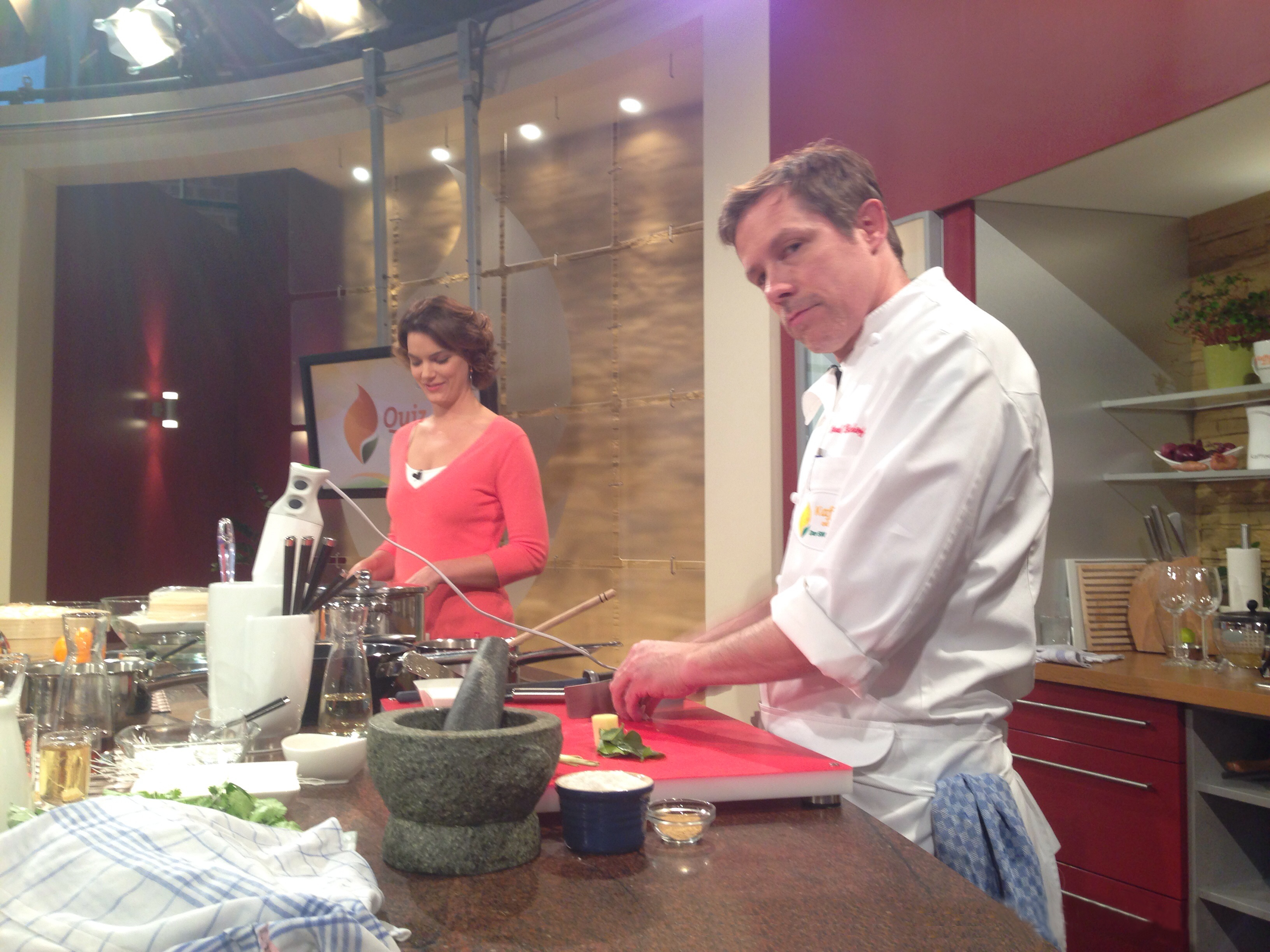
Bernd Bachofer

Bernd Bachofer (* 1. Dezember 1969 in Rommelshausen im Remstal) ist ein deutscher Koch, Kochbuchautor und Fernsehkoch.

## Leben
Bernd Bachofer wuchs in Rommelshausen auf. Er absolvierte eine Lehre als Koch im Gasthof Hirsch in Kernen im Remstal. Nach der Küchenchefstelle im Offizierscasino in Dillingen an der Donau folgten Wanderjahre in der Schweiz: Bürgenstock-Hotels in Luzern, Quellenhof in Bad Ragaz, Chesa Pirani in La Punt und das Carlton Hotel in St. Moritz. Danach folgten Stationen bei Vincent Klink in der Wielandshöhe und im Oriental Hotel in Bangkok.
Nach einem einjährigen Engagement bei Jörg Müller auf Sylt war er zu Besuch der einjährigen Hotelfachschule in Heidelberg mit dem Abschluss des staatlich geprüften Gastronomen und Küchenmeisters.
Nach der Küchenchef Position im Zauberlehrling in Stuttgart von 1998 bis 2002 (16 Punkte Gault Millaut) wurde er Küchenchef im Restaurant Zum Hirschen in Fellbach, das von 1999 bis 2003 mit einem Michelin-Stern ausgezeichnet wurde. 
Seit Februar 2003 ist er Küchenchef und alleiniger Geschäftsführer im Restaurant Bachofer in Waiblingen. 
Er ist Referent an der DEHOGA Akademie und Werbepartner der Mineralbrunnen AG für die Marke Teinacher in Bad Überkingen. Er unternahm Reisen mit kulinarischem Auftrag nach Bangkok, Indonesien, Südafrika, Peking, Shanghai, Baskenland, Kambodscha, Vietnam, Tokio, Kyoto, Indien und Dubai. Bachofer lässt sich vor allem durch die japanische und südostasiatische Küche inspirieren. Ideen brachte er von seinen Reisen in Asien, Europa und Afrika mit. Zahlreiche Engagements als Gastkoch erhielt er weltweit (Anantara/Malediven, Marriott/Malediven, Resplendent/Sri Lanka, Belmont/Kambodscha und Laos). 
Bernd Bachofer kocht als Fernsehkoch im SWR Fernsehen bei Kaffee oder Tee mit Lena Ganschow.

## Auszeichnungen
- 2014: Ein Michelinstern im Guide Michelin 2015 für das Restaurant Bachofer[2]
- 2022: Boutique Hôtel des Jahres von Der Große Restaurant & Hotel Guide[3]

- 2024: Service Team des Jahres / Deutschland von Der Große Restaurant & Hotel Guide[4]